# Liste der Kulturdenkmäler in Vellmar
Die folgende Liste enthält die in der Denkmaltopographie ausgewiesenen Kulturdenkmäler auf dem Gebiet  der  Stadt Vellmar, Landkreis Kassel, Hessen.
Hinweis: Die Reihenfolge der Denkmäler in dieser Liste orientiert sich zunächst an Stadtteilen und anschließend der Anschrift, alternativ ist sie auch nach der Bezeichnung, der vom Landesamt für Denkmalpflege vergebenen Nummer oder der Bauzeit sortierbar.
Kulturdenkmäler werden fortlaufend im Denkmalverzeichnis des Landes Hessen durch das Landesamt für Denkmalpflege Hessen auf Basis des Hessischen Denkmalschutzgesetzes (HDSchG) geführt. Die Schutzwürdigkeit eines Kulturdenkmals hängt nicht von der Eintragung in das Denkmalverzeichnis des Landes Hessen oder der Veröffentlichung in der Denkmaltopographie ab.

Das Vorhandensein oder Fehlen eines Objekts in dieser Liste ist keine rechtsverbindliche Auskunft darüber, ob es Kulturdenkmal ist oder nicht: Diese Liste entspricht möglicherweise nicht dem aktuellen Stand der offiziellen Denkmaltopographie. Diese ist für Hessen in den entsprechenden Bänden der Denkmaltopographie Bundesrepublik Deutschland und im Internet unter DenkXweb – Kulturdenkmäler in Hessen einsehbar. Auch diese Quellen sind, obwohl sie durch das Landesamt für Denkmalpflege Hessen aktualisiert werden, nicht immer aktuell, da es im Denkmalbestand immer wieder Änderungen gibt.
Eine verbindliche Auskunft erteilt allein das Landesamt für Denkmalpflege Hessen.
Nutze diese Kartenansicht, um Koordinaten in der Liste zu setzen. In dieser Kartenansicht sind Kulturdenkmale ohne Koordinaten mit einem roten bzw. orangen Marker dargestellt und können in der Karte gesetzt werden. Kulturdenkmale ohne Bild sind mit einem blauen bzw. roten Marker gekennzeichnet, Kulturdenkmale mit Bild mit einem grünen bzw. orangen Marker.

## Kulturdenkmäler nach Stadtteilen

### Frommershausen
| Bild            | Bezeichnung                                         | Lage | Beschreibung | Bauzeit                                                | Objekt-Nr. |
| --------------- | --------------------------------------------------- | --- | --- | ------------------------------------------------------ | ---------- |
| Bild gesucht BW | Gesamtanlage I Historischer Ortskern Frommershausen | Hermann-Schafft-Straße 38, 38A, 38B, 49 (KD), 53-57; Mittelstraße 13-23, 20, 25 (KD), 27; Nordstraße 1-3; Sendeweg 1 Lage | Ringförmige Bebauung in Haufendorfform um die Frommershäuser Kirche im Zentrum; ehemals v. a. von landwirtschaftlichen Hofanlagen geprägt, dominieren heute vor allem Wohngebäude an ihrer Stelle |                                                        | 88320 DDB  |
| Bild gesucht BW | Gesamtanlage II Gut Birkenhof                       | Frommershäuser Straße 101 (KD), 101A-D Lage                                                                               | Gutsanlage mit repräsentativem Herrenhaus im Zentrum, Parkanlage im Westen und Vorhof (ehem. Wirtschaftshof) im Osten                                                                             | 19. Jhd.                                               | 88321 DDB  |
| Bild gesucht BW | Herrenhaus und Toranlage des Guts Birkenhof         | Frommershäuser Straße 101, 101C, 101D LageFlur: 1, Flurstück: 3/11, 3/12, 3/13, 3/15, 3/33                                | Rechteckiges, zweigeschossiges Herrenhaus mit Walmdach in spätklassizistischem Stil; Toranlage mit Pilastern und doppelflügeligem schmiedeeisernem Tor                                            | Mitte 19. Jhd. (Herrenhaus), Ende 19. Jhd. (Toranlage) | 88003 DDB  |
| Bild gesucht BW | Fachwerkhaus                                        | Hermann-Schafft-Straße 49 LageFlur: 2, Flurstück: 36/1                                                                    | Traufständiges, zweigeschossiges Fachwerkhaus mit Zwerchhaus | 1841                                                   | 88004 DDB  |
| Bild gesucht BW | Backsteinhaus                                       | Mittelstraße 25 LageFlur: 2, Flurstück: 51/9                                                                              | Traufständiges, zweigeschossiges Backsteinhaus mit Satteldach; ehemals Wohnhaus einer Nebenerwerbslandwirtschaft                                                                                  | Anfang 20. Jhd.                                        | 88005 DDB  |
| Ev. Kirche      | Ev. Kirche                                          | Nordstraße LageFlur: 2, Flurstück: 23/2                                                                                   | Spätgotische Saalkirche, bestehend aus einschiffigem Langhaus mit rechteckigem Chorabschluss im Süden und daran anschließendem Glockenhaus mit Treppengiebel im Norden                            |                                                        | 88006 DDB  |

### Niedervellmar
| Bild            | Bezeichnung                                      | Lage | Beschreibung | Bauzeit                                                | Objekt-Nr. |
| --------------- | ------------------------------------------------ | --- | --- | ------------------------------------------------------ | ---------- |
| Bild gesucht BW | Gesamtanlage Historischer Ortskern Niedervellmar | Auf dem Gaden 1, 2 (KD), 4; Dammenweg 3 (KD); Grundweg 1, 1A; Ihringshäuser Straße 2, 7, 7A, 8-20, 9-21, 21A, 23 (KD); Obervellmarsche Straße 4, 6 (KD); Treppenweg 1-5, 2-6 Lage | Ortskern in Form eines Weilerdorfs, bestehend aus nicht planmäßig angelegten Gehöften                                                               |                                                        | 88322 DDB  |
| Hofanlage       | Hofanlage                                        | Dammenweg 3, Dammenweg LageFlur: 10, Flurstück: 44/2, 44/4 | Winkelförmige Hofanlage, bestehend aus giebelständigem Wohnhaus mit Fachwerkobergeschoss und traufständigem Anbau sowie Scheunen- und Stallgebäuden | 1. Hälfte 18. Jhd. (Wohnhaus), 1832 (Stallscheune)     | 88008 DDB  |
| Bild gesucht BW | Hofanlage                                        | Dammenweg 8 LageFlur: 12, Flurstück: 52/2 | Hofanlage, bestehend aus giebelständigem Fachwerkwohnhaus sowie angebautem Wirtschaftsgebäude mit großer Tenne und Zwerchhaus                       | um 1830 (Wohnhaus), Ende 19. Jhd. (Wirtschaftsgebäude) | 88009 DDB  |
| Bild gesucht BW | Hofanlage                                        | Dammenweg 10 LageFlur: 12, Flurstück: 52/3 | Hofanlage, bestehend aus traufständigem zweigeschossigem Fachwerkwohnhaus mit Zwerchhaus und Backhaus mit schlichtem Fachwerkgefüge                 | Ende 18. Jhd. (Wohnhaus), 19. Jhd. (Backhaus)          | 88010 DDB  |
| Bild gesucht BW | Viadukt                                          | Eisenbahn, Im Niederfeld, Ahne (Gew. II) LageFlur: 6, Flurstück: 218/20, 218/21, 229/3, 254/1                                                                                     | Doppelbogiger Sandsteinviadukt über die Ahne | 1854                                                   | 952263 DDB |
| Bild gesucht BW | Fachwerkhaus                                     | Frommershäuser Straße 25 LageFlur: 3, Flurstück: 141/20 | Spätbarockes, traufständiges, zweigeschossiges Fachwerkwohnhaus mit Satteldach. Ältestes datiertes Fachwerkgebäude in Niedervellmar.                | 1754                                                   | 88011 DDB  |
| Bild gesucht BW | Brücke                                           | Ihringshäuser Straße LageFlur: 5, 10, Flurstück: 191/30, 61/15 | Gewölbebogenbrücke in Hausteinquaderung mit halbbogig geschlossenem Durchlass über die Ahne                                                         | 1838                                                   | 88012 DDB  |
| Bild gesucht BW | Sachteil mittelalterliche Wehrmauer              | Ihringshäuser Straße 5 LageFlur: 10, Flurstück: 54 | Mannshohes, 8 m langes Bruchsteinmauerstück |                                                        | 88376 DDB  |
| Bild gesucht BW | Fachwerkhaus                                     | Ihringshäuser Straße 23 LageFlur: 10, Flurstück: 18/8 | Klassizistisches, verputztes, traufständiges, zweigeschossiges Fachwerkwohnhaus mit Satteldach                                                      | Mitte 18. Jhd.                                         | 88013 DDB  |
| Bild gesucht BW | Fachwerkhaus                                     | Obervellmarsche Straße 6 LageFlur: 11, Flurstück: 34/3 | Traufständiges zweigeschossiges Fachwerkwohnhaus | Mitte 18. Jhd.                                         | 88015 DDB  |
| Bild gesucht BW | Ev. Kirche                                       | Obervellmarsche Straße 25 LageFlur: 12, Flurstück: 2/2 | Sandsteinplattenverblendetes Kirchengebäude aus Stahlbeton auf fünfeckigem Grundriss mit flachem Zeltdach und angebautem Glockenturm                | 1959                                                   | 88374 DDB  |

### Obervellmar
| Bild                     | Bezeichnung                                    | Lage | Beschreibung | Bauzeit                                                           | Objekt-Nr. |
| ------------------------ | ---------------------------------------------- | --- | --- | ----------------------------------------------------------------- | ---------- |
| Bild gesucht BW          | Gesamtanlage Historischer Ortskern Obervellmar | Alte Hauptstraße 1, 2-6, 10; An der Elsche 2; Bachstraße 1, 2-6, 3 (KD), 5 (KD), 10; Mauerstraße 1 (KD), 2, 2A, 3-7, 4 (KD), 6-8, 10 (KD), 12; Schulstraße 6 (KD), 8; Untergasse 2-4 Lage | Ortskern in Haufendorfform, bestehend aus um die Wehrkirche angeordneten Hofanlagen                                                          |                                                                   | 88323 DDB  |
| Bild gesucht BW          | Ehem. Streckhof                                | Alte Hauptstraße 22 LageFlur: 7, Flurstück: 53/3 | Traufständige zweigeschossiges Fachwerkhaus, ehem. Streckhof                                                                                 | 1790                                                              | 88016 DDB  |
| Bild gesucht BW          | Fachwerkhaus                                   | Alte Hauptstraße 24 LageFlur: 7, Flurstück: 55/8 | Barockes zweigeschossiges Fachwerkhaus | Anfang 18. Jhd.                                                   | 88017 DDB  |
| Bild gesucht BW          | Obermühle, Kümmelmühle oder Schmidtsche Mühle  | Am Mühlenberg 1, Am Mühlengraben LageFlur: 5, 6, Flurstück: 102/4, 3/1, 5/8, 5/9 | Klassizistischer zweigeschossiger Fachwerkgebäudekomplex, ehem. Mühle                                                                        | Mitte 19. Jhd.                                                    | 88018 DDB  |
| Bild gesucht BW          | Fachwerkhaus                                   | An der Siebertmühle 3 LageFlur: 12, Flurstück: 6/4 | Giebelständiges zweigeschossiges Fachwerkhaus einer ehem. dreiflügeligen Hofanlage; ehem. Lagergebäude, heute Wohnhaus                       | 19. Jhd.                                                          | 88019 DDB  |
| Bild gesucht BW          | Ehem. Siebertmühle                             | An der Siebertmühle 9 LageFlur: 16, Flurstück: 3/1 | Zweigeschossiger Fachwerkgebäudekomplex an der Ahne, ehem. Wohn-, Betriebs- und Wirtschaftsgebäude der Siebertmühle                          | Ende 18. Jhd.                                                     | 88020 DDB  |
| Bild gesucht BW          | Fachwerkhaus                                   | Bachstraße 3 LageFlur: 8, Flurstück: 97/27 | Zweigeschossiges Fachwerkwohnhaus mit Satteldach                                                                                             | 2. Hälfte 18. Jhd.                                                | 88021 DDB  |
| Bild gesucht BW          | Fachwerkhaus                                   | Bachstraße 5 LageFlur: 8, Flurstück: 178/13 | Zweigeschossiges Fachwerkwohnhaus mit Zwerchhaus und Satteldach                                                                              | Mitte 18. Jhd.                                                    | 88022 DDB  |
| weitere Bilder           | Bahnhof                                        | Bahnhofstraße 41 LageFlur: 13, Flurstück: 59/8 | Mauerwerksbau in rotem Klinker mit horizontal gegliederter Fassade                                                                           | 1895                                                              | 88023 DDB  |
| Bild gesucht BW          | Sachgesamtheit Eisenbahn                       | Eisenbahn, Bahnhofstraße 41 LageFlur: 1, 13, Flurstück: 68/10, 59/10, 59/6, 59/8, 59/9 | Landschaftlich reizvolle Nebenbahn mit hohem Ausbaustandard                                                                                  | 1897                                                              | 954940 DDB |
| Fachwerkhaus im Ahnepark | Fachwerkhaus im Ahnepark                       | Holländische Straße 28 LageFlur: 16, Flurstück: 30/4 | Zweigeschossiges Fachwerkhaus mit vielen historisierenden Schmuckformen und Satteldach                                                       | 1887                                                              | 88024 DDB  |
| Bild gesucht BW          | Wohnhaus                                       | Holländische Straße 30 LageFlur: 16, Flurstück: 36/1, 36/6 | Villenartiger zweigeschossiger Mauerwerksbau mit westlichem Seitenrisalit, aufwändig gestalteter Fassade und Schmuckfachwerk im Obergeschoss | Ende 19. Jhd. oder Anfang 20. Jhd.                                | 88025 DDB  |
| Bild gesucht BW          | Ehem. Streckhof                                | Holländische Straße 92 LageFlur: 7, Flurstück: 55/7 | Traufständiger zweigeschossiger Fachwerkgebäudekomplex, bestehend aus Wohnhaus im Süden und Wirtschaftsgebäude im Norden                     | 1. Hälfte 18. Jhd. (Wohnhaus), Ende 19. Jhd. (Wirtschaftsgebäude) | 88026 DDB  |
| Bild gesucht BW          | Fachwerkhaus                                   | Mauerstraße 1 LageFlur: 7, Flurstück: 231/25 | Barockes, giebelständiges, zweigeschossiges Fachwerkwohnhaus mit Satteldach                                                                  | 1. Hälfte 18. Jhd.                                                | 88027 DDB  |
| Bild gesucht BW          | Fachwerkhaus                                   | Mauerstraße 4 LageFlur: 8, Flurstück: 47/4 | Giebelständiges, zweigeschossiges Fachwerkwohnhaus                                                                                           | Ende 18. Jhd.                                                     | 88028 DDB  |
| Bild gesucht BW          | Ehem. Streckhof                                | Mauerstraße 10 LageFlur: 8, Flurstück: 120/18 | Traufständiges zweigeschossiges Fachwerkhaus mit ausgemauerten Gefachen und Satteldach                                                       | 1896                                                              | 88029 DDB  |
| Bild gesucht BW          | Ehem. Schule                                   | Schulstraße 5 LageFlur: 7, Flurstück: 60/1 | Zweigeschossiges Gebäude mit regelmäßigem Fachwerkgefüge                                                                                     | 1819                                                              | 88030 DDB  |
| weitere Bilder           | Ev. Kirche                                     | Schulstraße 6 LageFlur: 7, Flurstück: 18, 19 | Kirchengebäude mit mittelalterlichem, von achteckiger Laternenhaube bekröntem Wehrturm                                                       | 1616, 1824 (Erweiterung)                                          | 88031 DDB  |